# Jekaterina Walerjewna Sidorenko
Jekaterina Walerjewna Sidorenko (russisch Екатерина Валерьевна Сидоренко; * 10. April 1982) ist eine russische Biathletin, die sich auf die Disziplin Sommerbiathlon-Crosslauf spezialisiert hat.
Jekaterina Sidorenko nahm erstmals 2005 in Muonio an den Sommerbiathlon-Weltmeisterschaften teil. Sowohl in Sprint, Verfolgung und Massenstart lief die Russin auf den sechsten Platz. Gemeinsam mit Ljubow Jermolajewa, Jewgenija Michailowa und Tatjana Moissejewa gewann sie im Staffelwettbewerb mit Silber hinter Belarus ihre erste internationale Medaille. Noch erfolgreicher verlief die WM 2006 in Ufa. In allen drei Wettbewerben, in denen Sidorenko antrat, gewann sie Medaillen. Im Sprint musste sie sich nur Natalja Sokolowa geschlagen geben, in der Verfolgung zusätzlich Moissejewa. Gemeinsam mit Michailowa, Dmitri Nikiforow und Sergei Balandin gewann sie im Mixed-Wettbewerb ihren ersten Titel. 2008 in der Haute-Maurienne gewann sie mit dem Sprint und der Verfolgung beide Titel in den Cross-Wettbewerben. Auch bei den Sommerbiathlon-Europameisterschaften 2008 in Bansko gewann sie mit den Titeln im Sprint, dem Massenstart und gemeinsam mit Nadeschda Starik, Alexei Katrenko und Alexander Katschanowski alle möglichen Titel.